# Canale di Beagle
Il canale di Beagle è uno stretto che seziona l'arcipelago della Terra del Fuoco, all'estrema punta meridionale del Sudamerica. Più precisamente, esso separa l'Isola Grande della Terra del Fuoco a nord dalle isole Isole Picton, Lennox e Nueva, Navarino, Hoste, Londonderry, Stewart e altre minori a sud. La porzione orientale del canale è attraversata dal confine tra Cile e Argentina, mentre la parte occidentale ricade interamente in territorio cileno.
Il canale di Beagle ha una lunghezza di circa 240 chilometri e una larghezza di 5 chilometri nel suo punto più stretto. All'estremità occidentale la baia di Darwin lo collega all'Oceano Pacifico.
Il centro abitato più importante sul canale è Ushuaia, in Argentina, seguita da Puerto Williams in Cile. Entrambi sono tra i luoghi abitati più a sud del mondo.

## Insediamenti primitivi
Gli Yamana si stabilirono sulle isole nel canale Murray circa 10.000 anni fa. Sono stati ritrovati alcuni importanti siti archeologici che testimoniano questi insediamenti nella baia Wulaia dell'isola di Navarino.

## Navigazione e isole
Benché sia navigabile da navi di grande stazza, esistono vie più sicure a sud come il passaggio di Drake, e a nord come lo stretto di Magellano. Molte isole minori (Picton, Lennox e Nueva) fino a capo Horn furono oggetto di una lunga disputa territoriale tra Cile e Argentina, nota come conflitto del Beagle. Secondo il trattato di pace e amicizia del 1984 tra Cile e Argentina rientrano oggi in territorio cileno. Le navi di paesi terzi possono navigare tra lo stretto di Magellano e Ushuaia attraverso il canale della Maddalena e il canale Cockburn al comando di un pilota cileno.

## Origine del nome e visita di Darwin

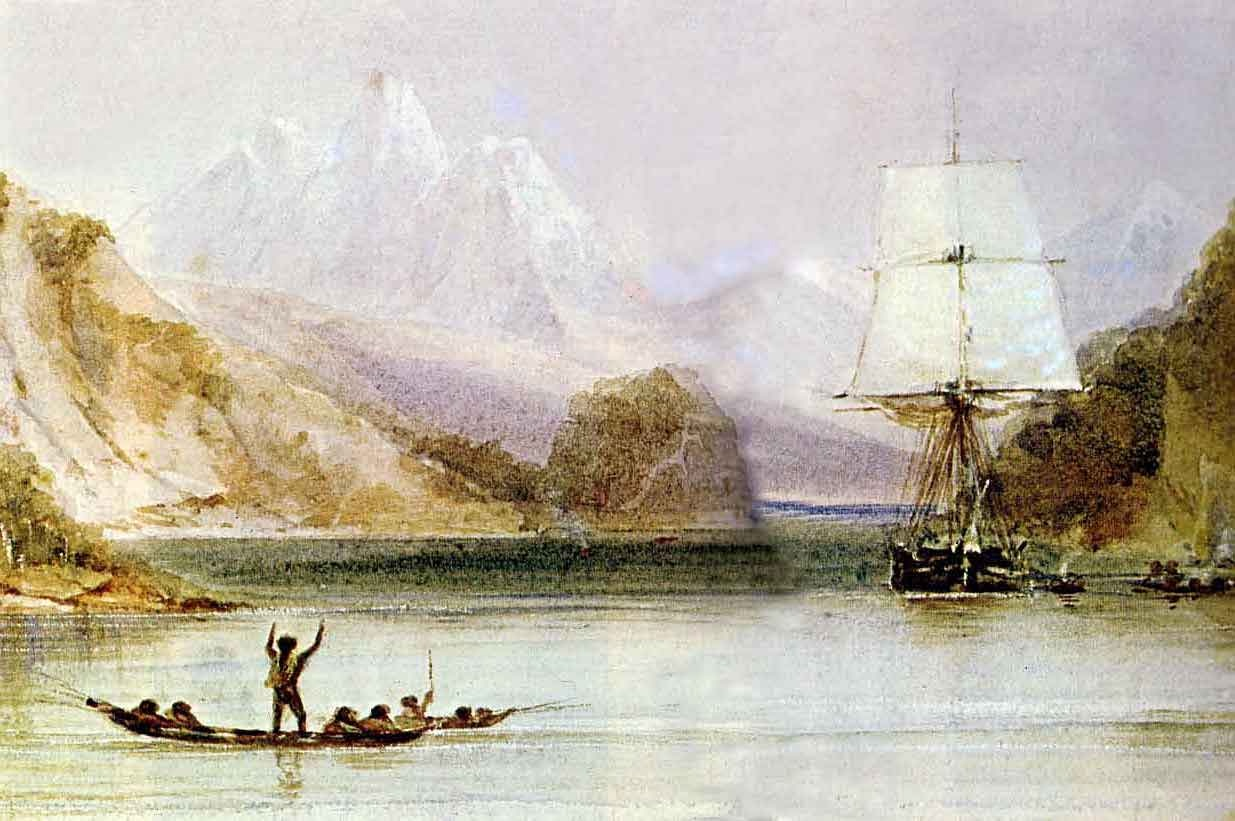
La nave Beagle nello stretto di Ponsonby nel canale di Beagle in un'illustrazione di Conrad Martens.

Il canale deve il suo nome alla nave HMS Beagle che effettuò ricerche idrografiche nella regione dal 1826 al 1830. Nel corso della sua spedizione, sotto il comando del capitano australiano Phillip Parker King, il capitano della Beagle Pringle Stokes si suicidò e fu sostituito dal capitano Robert FitzRoy. L'imbarcazione continuò le proprie ricerche in un secondo viaggio sotto il comando di Fitzroy, il quale ospitò a bordo Charles Darwin come appassionato di scienze naturali. Darwin vide per la prima volta i ghiacciai non appena la spedizione raggiunse il canale e il 29 gennaio 1833 appuntò sul proprio diario: "molti ghiacciai del più bel blu berillo creavano un contrasto con la neve".

## Galleria d'immagini

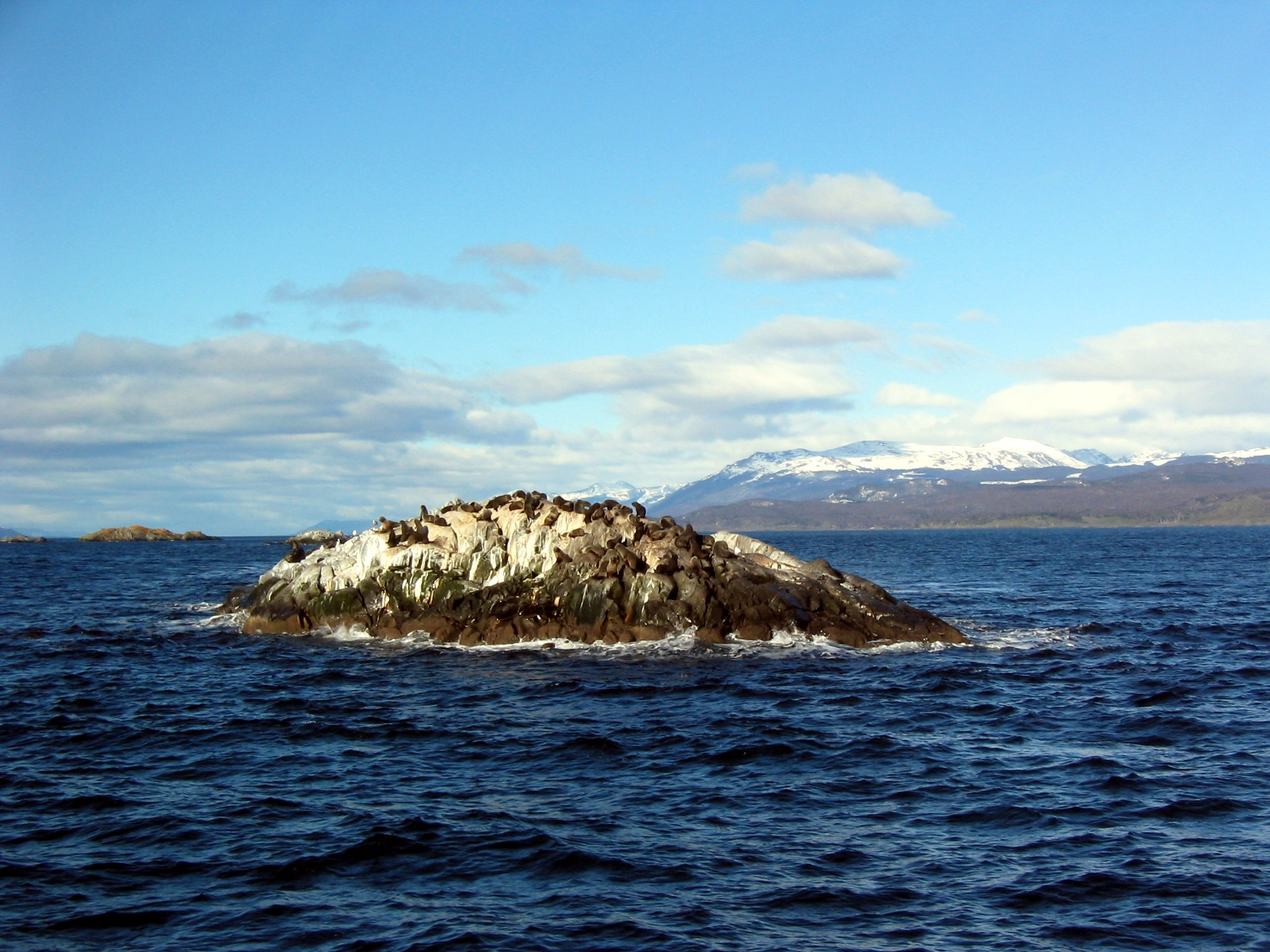
L'isola dei Leoni Marini o La Isla de Los Lobos
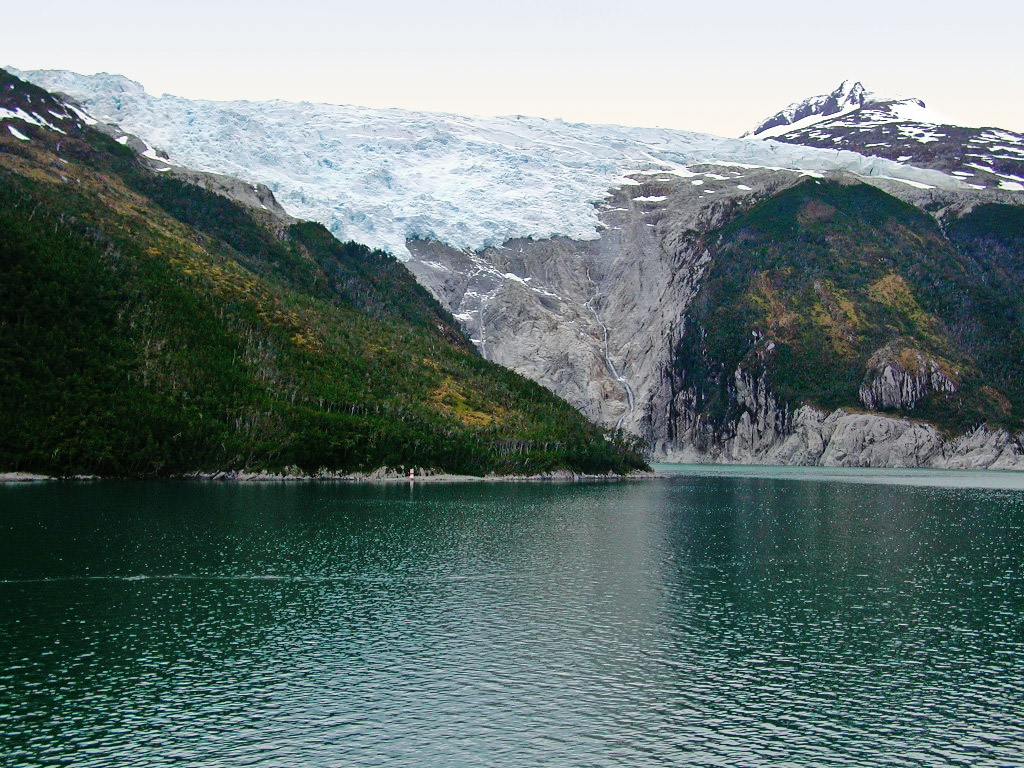
Il ghiacciaio Romanche sulla costa nord del Canale
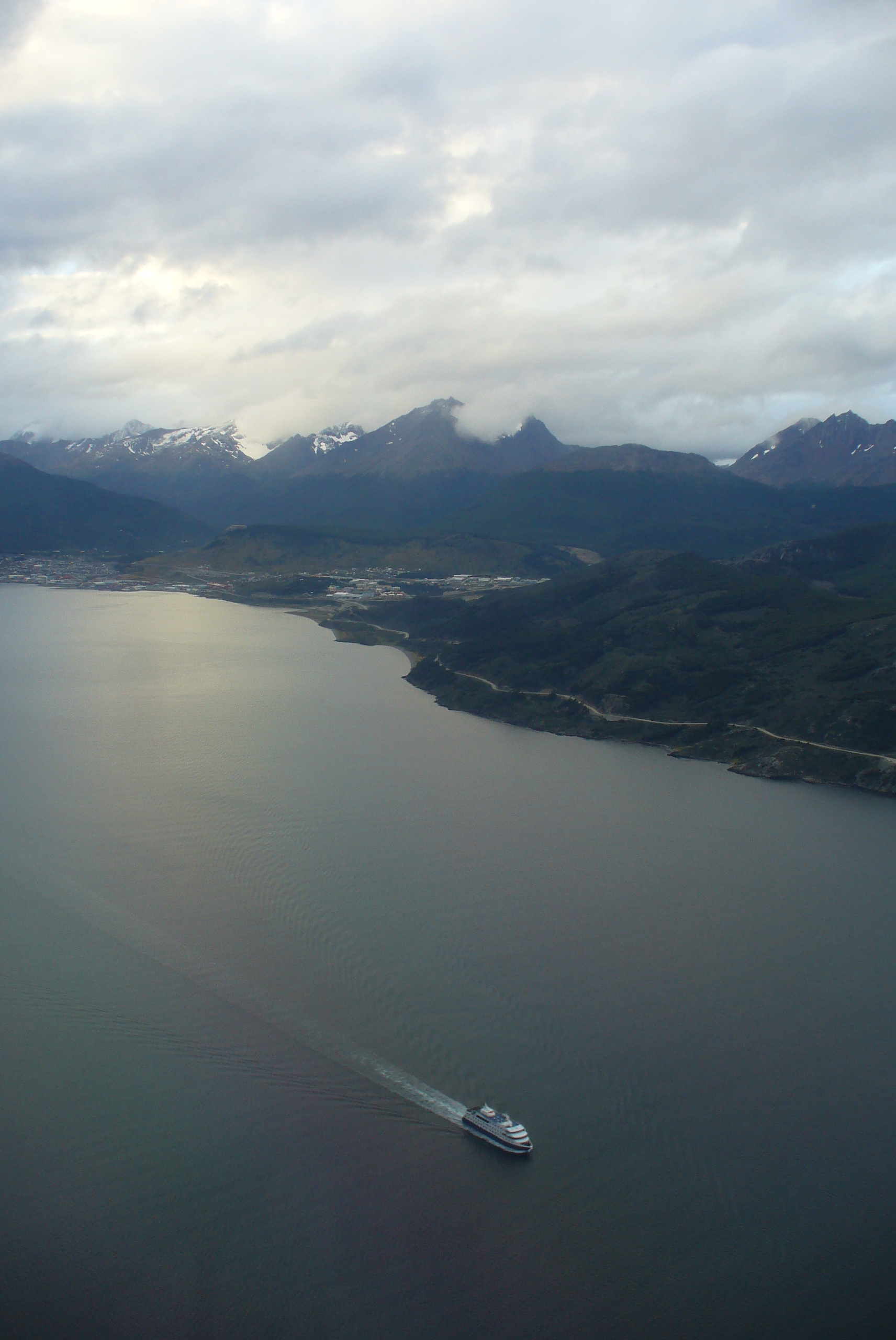
Vista aerea del canale Beagle
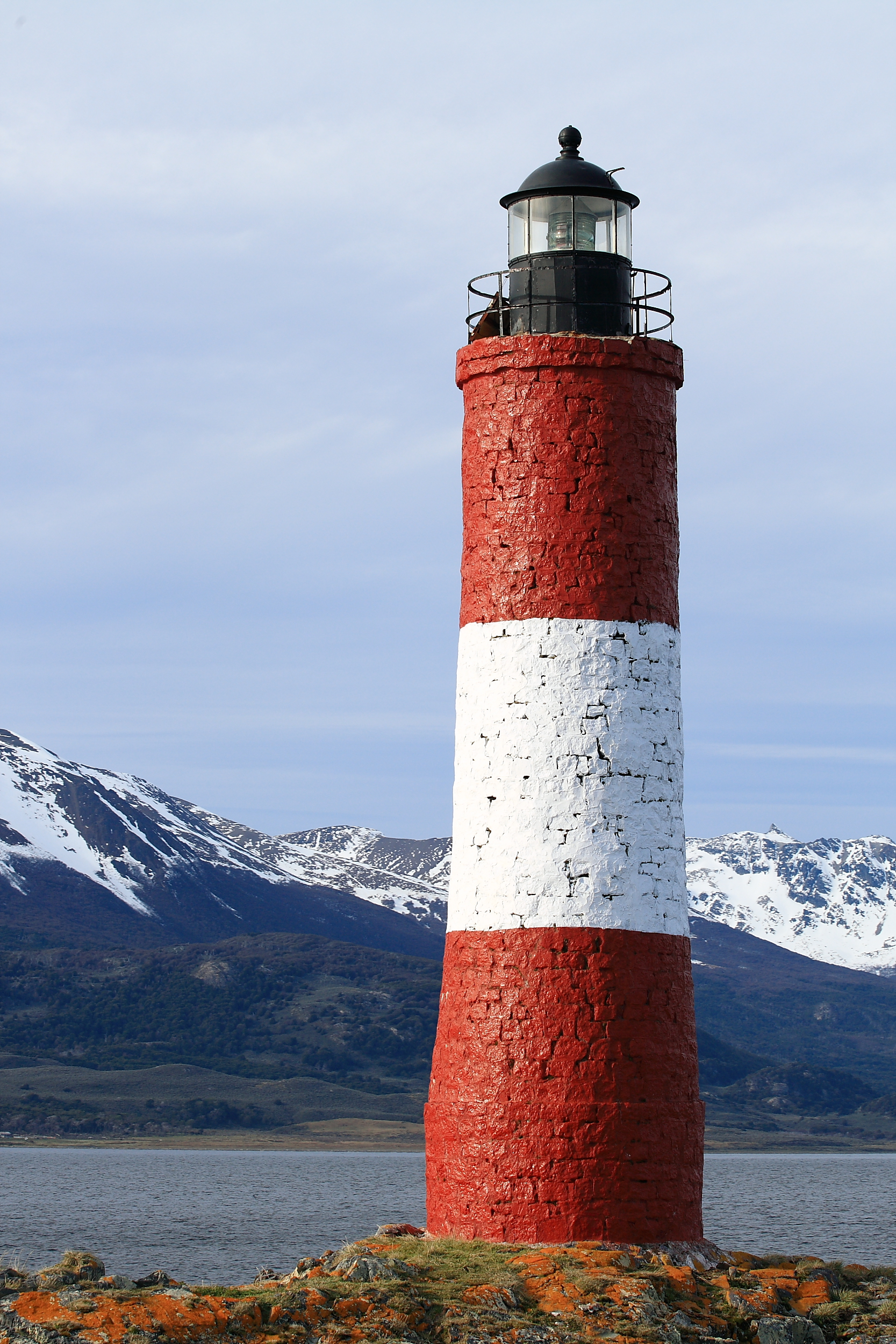
Il faro Les Éclaireurs, conosciuto come Fin del Mundo, nel canale al largo di Ushuaia